# Leioproctus excubitor
Leioproctus excubitor är en biart som beskrevs av Houston 1991. Leioproctus excubitor ingår i släktet Leioproctus och familjen korttungebin. Inga underarter finns listade i Catalogue of Life.

## Bildgalleri

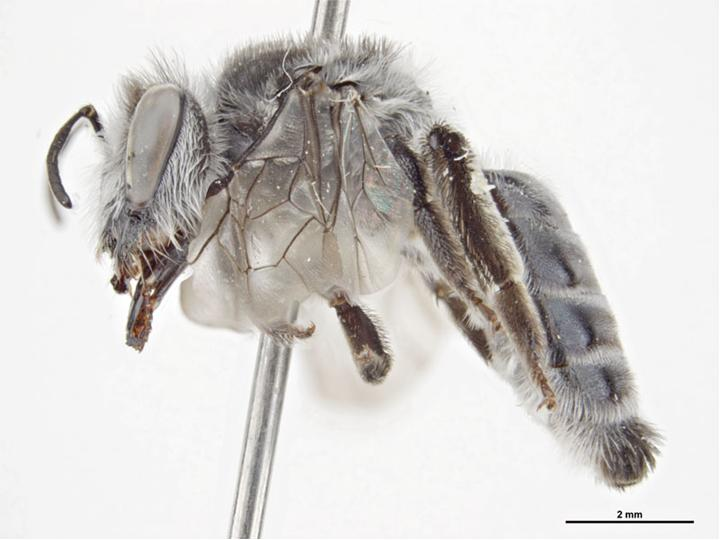
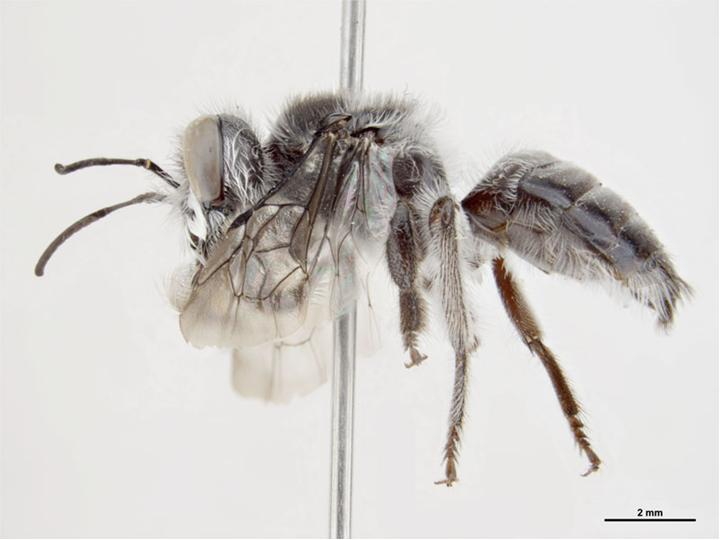